# Hypnum substigmosum
Hypnum substigmosum là một loài Rêu trong họ Hypnaceae. Loài này được Müll. Hal. mô tả khoa học đầu tiên năm 1883.

## Cách chăm sóc
Hypnum substigmosum cần được được tưới nước ở mức trung bình. Nên để đất trở nên khô ráo giữa các lần tưới. Lịch trình tưới nước cho loài rêu này khi trồng trong chậu 8 inch, không có ánh nắng trực tiếp, là 2 cốc mỗi 11 ngày.
Yêu cầu về ánh nắng đối với Hypnum substigmosum là bóng râm bán phần hoặc bóng râm toàn phần.
Bóng râm bán phần tương đương với 4 đến 6 giờ ánh sáng mặt trời trực tiếp mỗi ngày. Những giờ này không cần phải liên tục, mặc dù tốt nhất là nên được chiếu nắng vào buổi sáng.
Bóng râm toàn phần là ít hơn 4 giờ ánh sáng mặt trời trực tiếp mỗi ngày (nhưng không được không có giờ nắng nào). Để cho kết quả tốt nhất, nên chiếu nắng cho cây vào buổi sáng.